# Веслування на байдарках і каное на літніх Олімпійських іграх 1988
Змагання з веслування на байдарках і каное в програмі літніх Олімпійських ігор 1988 включають в себе лише спринтерські гонки. 

## Медальний залік
| Місце                | Країна               | Золото | Срібло | Бронза | Загалом |
| -------------------- | -------------------- | ------ | ------ | ------ | ------- |
| 1                    | НДР (GDR)            | 3      | 4      | 2      | 9       |
| 2                    | СРСР (URS)           | 3      | 3      | 0      | 6       |
| 3                    | Угорщина (HUN)       | 2      | 1      | 1      | 4       |
| 4                    | США (USA)            | 2      | 0      | 0      | 2       |
| 5                    | Болгарія (BUL)       | 1      | 1      | 3      | 5       |
| 6                    | Нова Зеландія (NZL)  | 1      | 1      | 1      | 3       |
| 7                    | Польща (POL)         | 0      | 1      | 2      | 3       |
| 8                    | Австралія (AUS)      | 0      | 1      | 1      | 2       |
| 9                    | Нідерланди (NED)     | 0      | 0      | 1      | 1       |
| 9                    | Франція (FRA)        | 0      | 0      | 1      | 1       |
| Загалом (10 збірних) | Загалом (10 збірних) | 12     | 12     | 12     | 36      |

## Результати

### Чоловіки
| Дисципліна                | Золото                                                               | Срібло                                                                    | Бронза                                                            |
| ------------------------- | -------------------------------------------------------------------- | ------------------------------------------------------------------------- | ----------------------------------------------------------------- |
| Каное-одиночки, 500 м     | Олаф Гойкродт (GDR)                                                  | Михайло Сливинський (URS)                                                 | Мартін Марінов (BUL)                                              |
| Каное-одиночки, 1000 м    | Іванс Клементьєв (URS)                                               | Йорг Шмідт (GDR)                                                          | Николай Бухалов (BUL)                                             |
| Каное-двійки, 500 м       | СРСР (URS) Віктор Ренейський Микола Журавський                       | Польща (POL) Марек Доперала Марек Лбік                                    | Франція (FRA) Філіпп Рено Жоель Беттен                            |
| Каное-двійки, 1000 м      | СРСР (URS) Віктор Ренейський Микола Журавський                       | НДР (GDR) Олаф Гойкродт Інго Спеллі                                       | Польща (POL) Марек Доперала Марек Лбік                            |
| Байдарки-одиночки, 500 м  | Жолт Дьюлай (HUN)                                                    | Андреас Штале (GDR)                                                       | Пол Макдональд (NZL)                                              |
| Байдарки-одиночки, 1000 м | Грег Бартон (USA)                                                    | Грант Девіс (AUS)                                                         | Андре Воллебе (GDR)                                               |
| Байдарки-двійки, 500 м    | Нова Зеландія (NZL) Ієн Фергюсон Пол Макдональд                      | СРСР (URS) Ігор Нагаєв Віктор Денисов                                     | Угорщина (HUN) Аттіла Абрахам Ференц Чіпеш                        |
| Байдарки-двійки, 1000 м   | США (USA) Грег Бартон Норман Беллінгем                               | Нова Зеландія (NZL) Ієн Фергюсон Пол Макдональд                           | Австралія (AUS) Пітер Фостер Келвін Грем                          |
| Байдарки-четвірки, 1000 м | Угорщина (HUN) Жолт Дьюлай Ференц Чіпеш Шандор Ходоші Аттіла Абрахам | СРСР (URS) Олександр Мотузенко Сергій Кірсанов Ігор Нагаєв Віктор Денисов | НДР (GDR) Кай Блум Андре Воллебе Андреас Штале Ханс-Йорг Блізенер |

### Жінки
| Дисципліна               | Золото                                                            | Срібло                                                       | Бронза                                                                      |
| ------------------------ | ----------------------------------------------------------------- | ------------------------------------------------------------ | --------------------------------------------------------------------------- |
| Байдарки-одиночки, 500 м | Ваня Гешева (BUL)                                                 | Бірґіт Шмідт (GDR)                                           | Ізабела Дилевська (POL)                                                     |
| Байдарки-двійки, 500 м   | НДР (GDR) Бірґіт Шмідт Анке Нотнагель                             | Болгарія (BUL) Ваня Гешева Діана Палійська                   | Нідерланди (NED) Аннемік Деркс Анна Вуд                                     |
| Байдарки-четвірки, 500 м | НДР (GDR) Бірґіт Шмідт Анке Нотнагель Рамона Портвіч Хайке Зінгер | Угорщина (HUN) Еріка Геці Еріка Месарош Єва Ракус Ріта Кебан | Болгарія (BUL) Ваня Гешева Діана Палійська Огняна Петрова Борислава Іванова |